# Vivonne
Vivonne är en kommun i departementet Vienne i regionen Nouvelle-Aquitaine i västra Frankrike. Kommunen ligger i kantonen Vivonne som tillhör arrondissementet Poitiers. År 2022 hade Vivonne 4 505 invånare.

## Befolkningsutveckling
Antalet invånare i kommunen Vivonne
| Referens: INSEE |